# Luke Stoltman
Luke Stoltman, född 22 november 1984 är en skotsk Strongman-utövare på internationell elitnivå. 2021 vann han Europas starkaste man.
Som 18-åring började Stoltman arbeta på oljeplattformar vilket han fortsatte med fram till 2019 då han bestämde sig att helhjärtat satsa på Strongman Som amatör lyckades han bli krönt Skottlands starkaste man fem gånger och ta sig till finalen av Världens starkaste man. Efter beslutet att bli professionell började framgångarna inom sporten komma i de stora sammanhangen och 2021 vann han sin första internationella titel som Europas starkaste man. 
Han är äldre bror till 2021 års segrare av "Världens starkaste man" Tom Stoltman¨. Tillsammans driver de ett gym i Invergordon samt en gemensam Youtube-kanal med över 150 000 följare (oktober 2021).